# Gardnos (kráter)

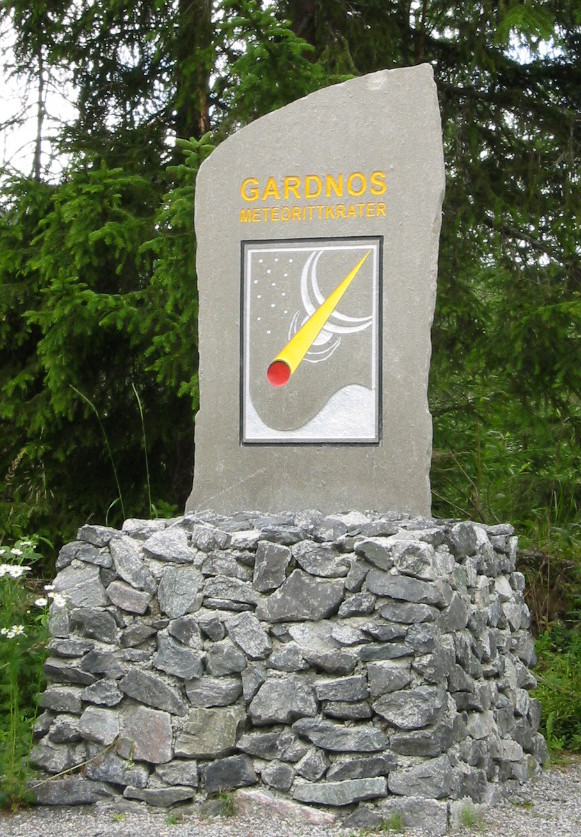
Kráter Gardnos

Gardnos je impaktní kráter meteoritu v údolí Hallingdal v Norsku. Nachází se uvnitř meteoritního parku (Meteorittparken) Gardnos, 10 km severně od města Nesbyen.
Průměr kráteru je 5 km. Vznikl úderem meteoritu o odhadovaném průměru 200 až 300 metrů, asi před 546 miliony lety. Nejprve se věřilo, že kráter je vulkanického původu. V roce 1990 však vědci Johan Naterstad a Johannes A. Dons zjistili, že kráter vznikl dopadem meteoritu.
Původní skalní podloží v oblasti bylo rozlámáno a do všech puklin byl vtlačen prach z drcených hornin. Na zemi není vidět žádná kráterová struktura. Je však možné přijít až do středu kráteru, což z něj dělá jeden z nejdostupnějších kráterů meteoritů na světě. Vedou tam dvě turistické stezky s informačními tabulemi, ve kterých je popsána jedinečná geologie. V oblasti otevřené návštěvníkům se impaktity snadno najdou. V nedalekém korytě potoka jsou jasně viditelné a přístupné brekcie kráteru, protože potok kvůli výše položené přehradě nemá skoro žádnou vodu. Nalézá se zde také suevit, stejně jako na vyznačených trasách pro návštěvníky.

## Galerie
Kráter Gardnos:

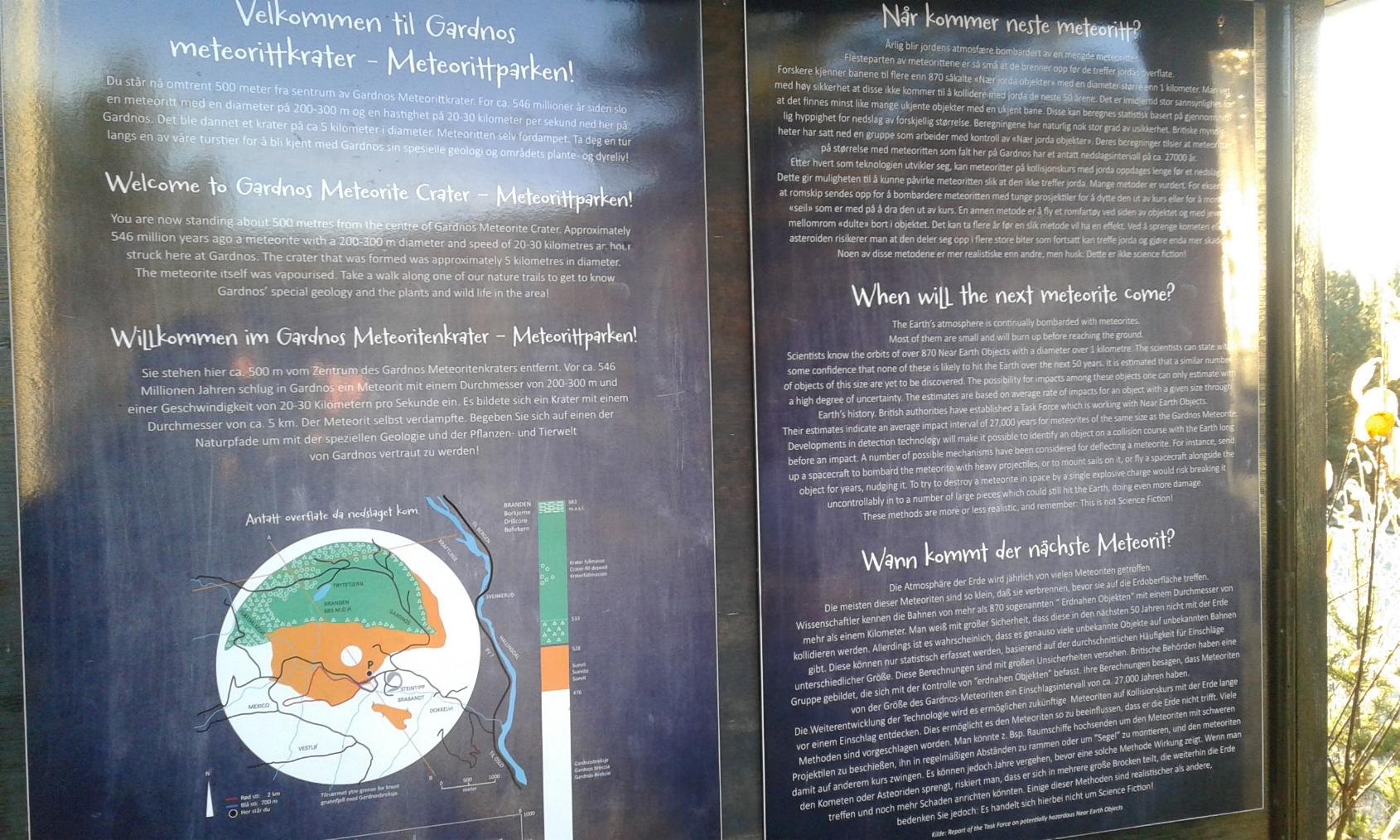
Informační tabule na parkovišti
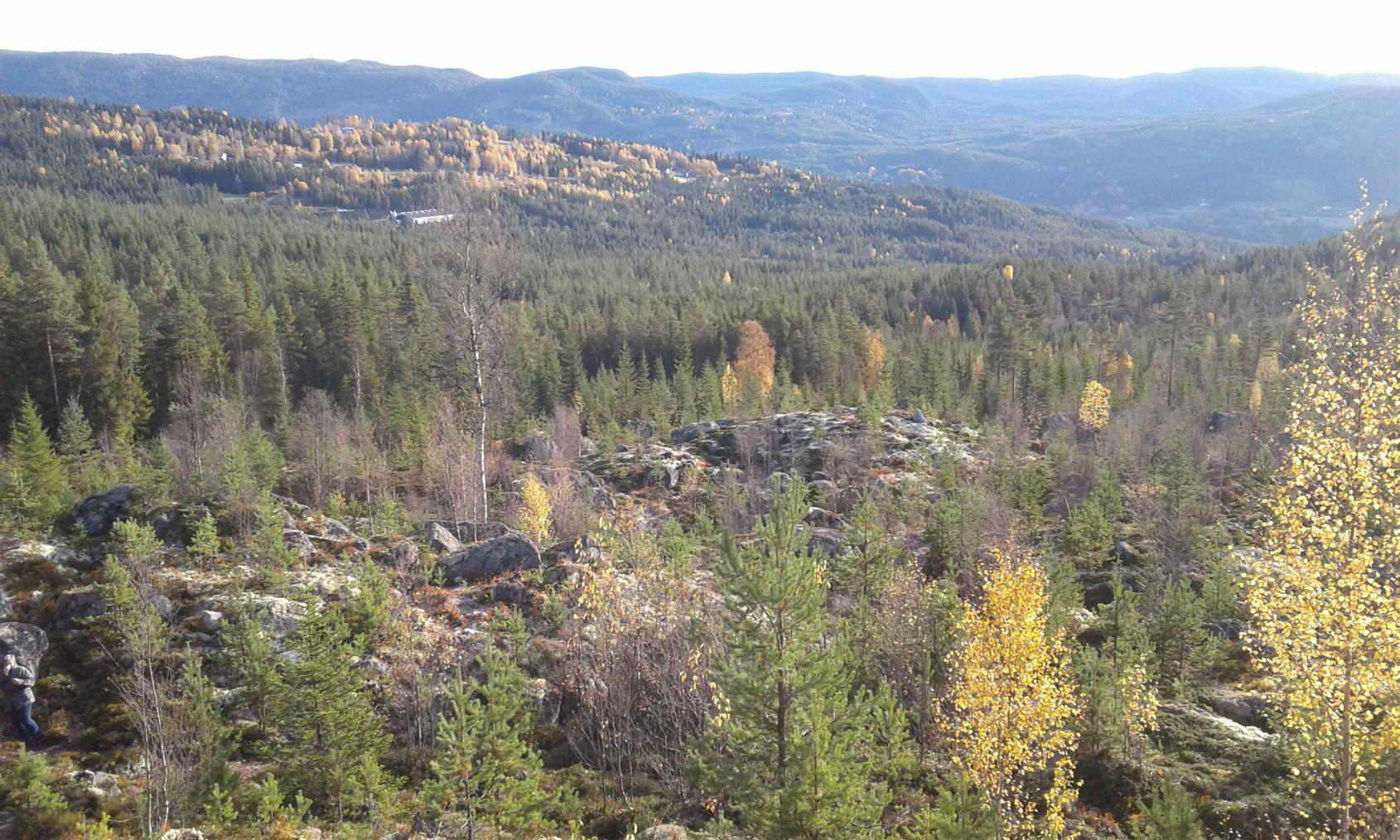
Celkový pohled
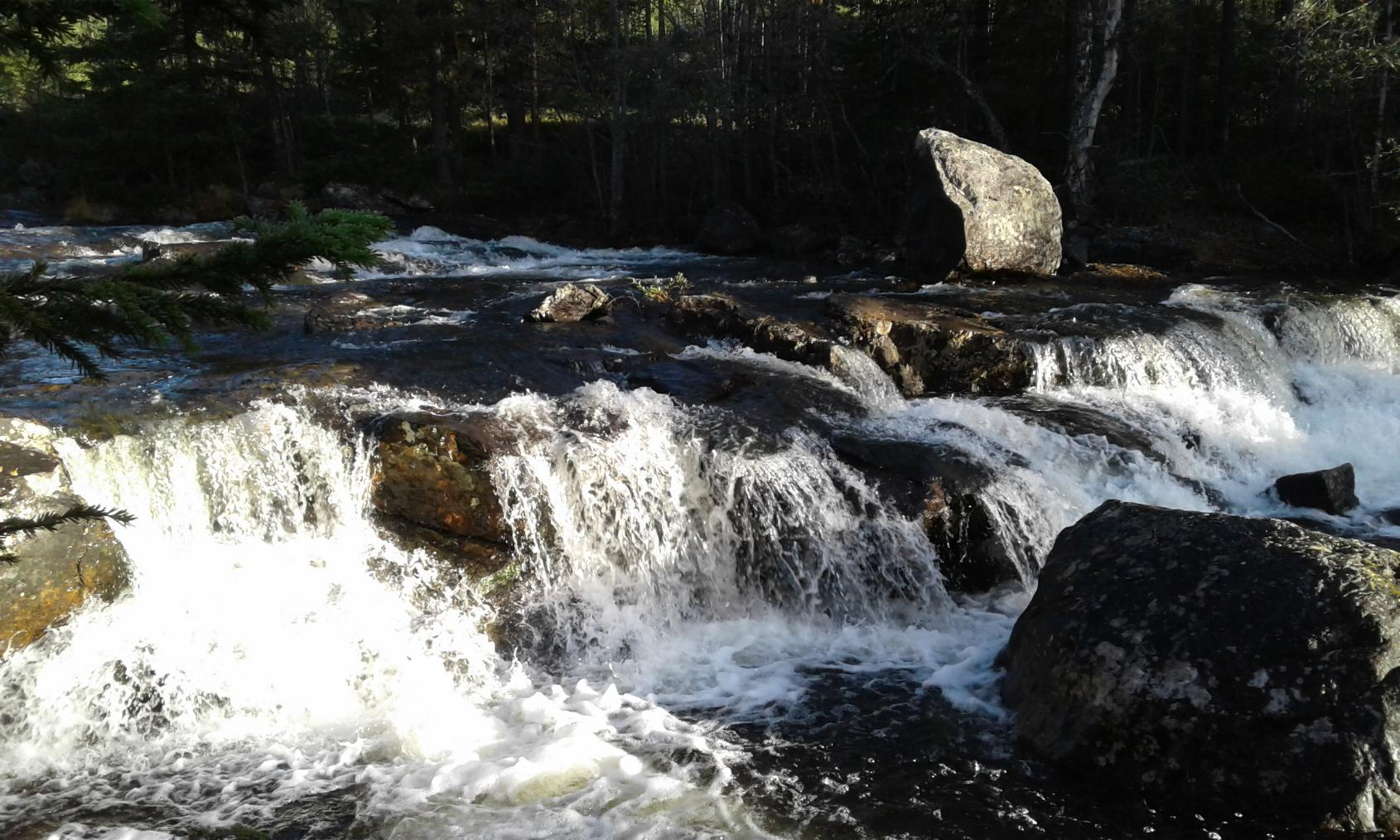
Potok nad přehradou
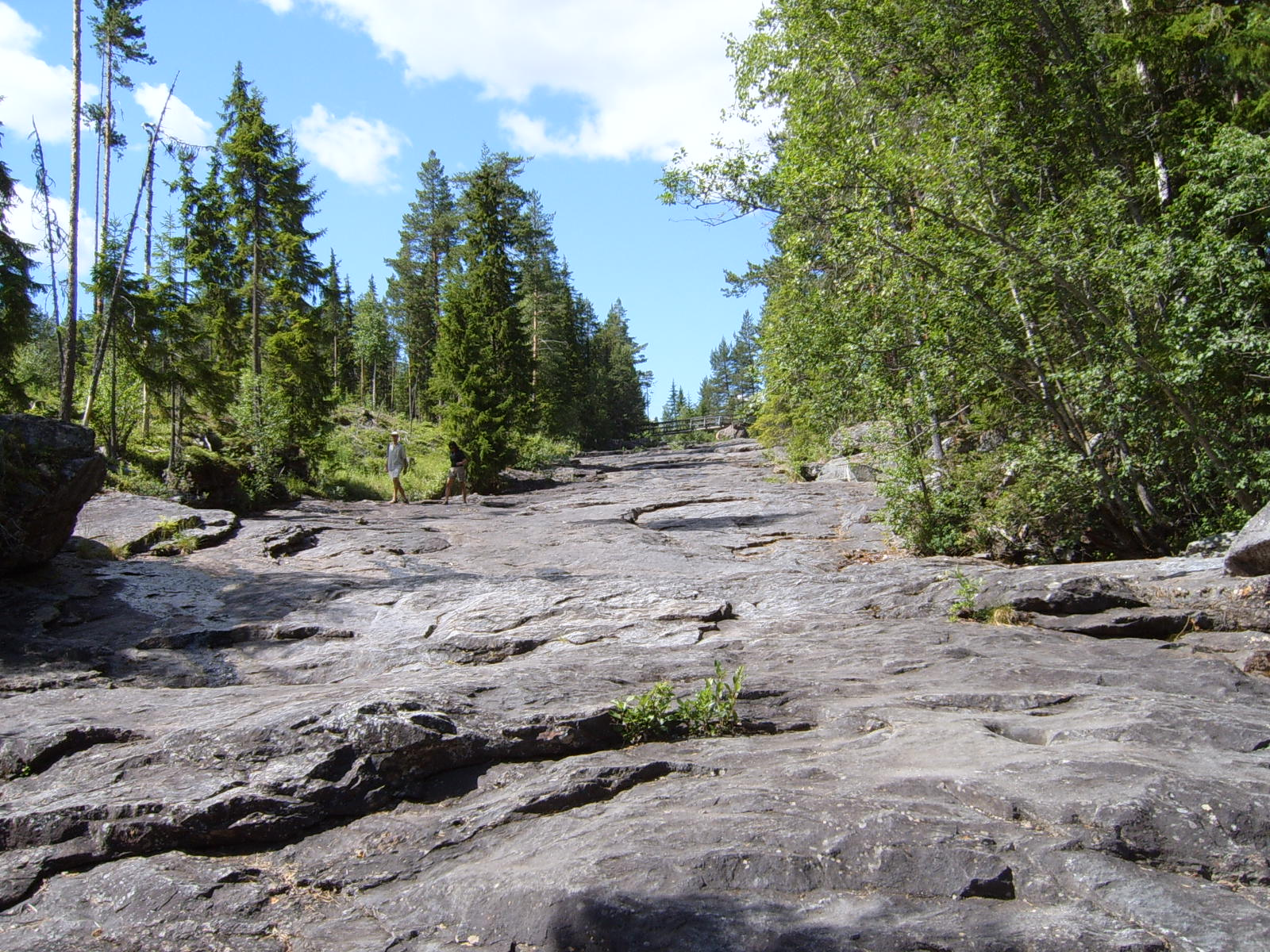
Koryto potoka pod přehradou
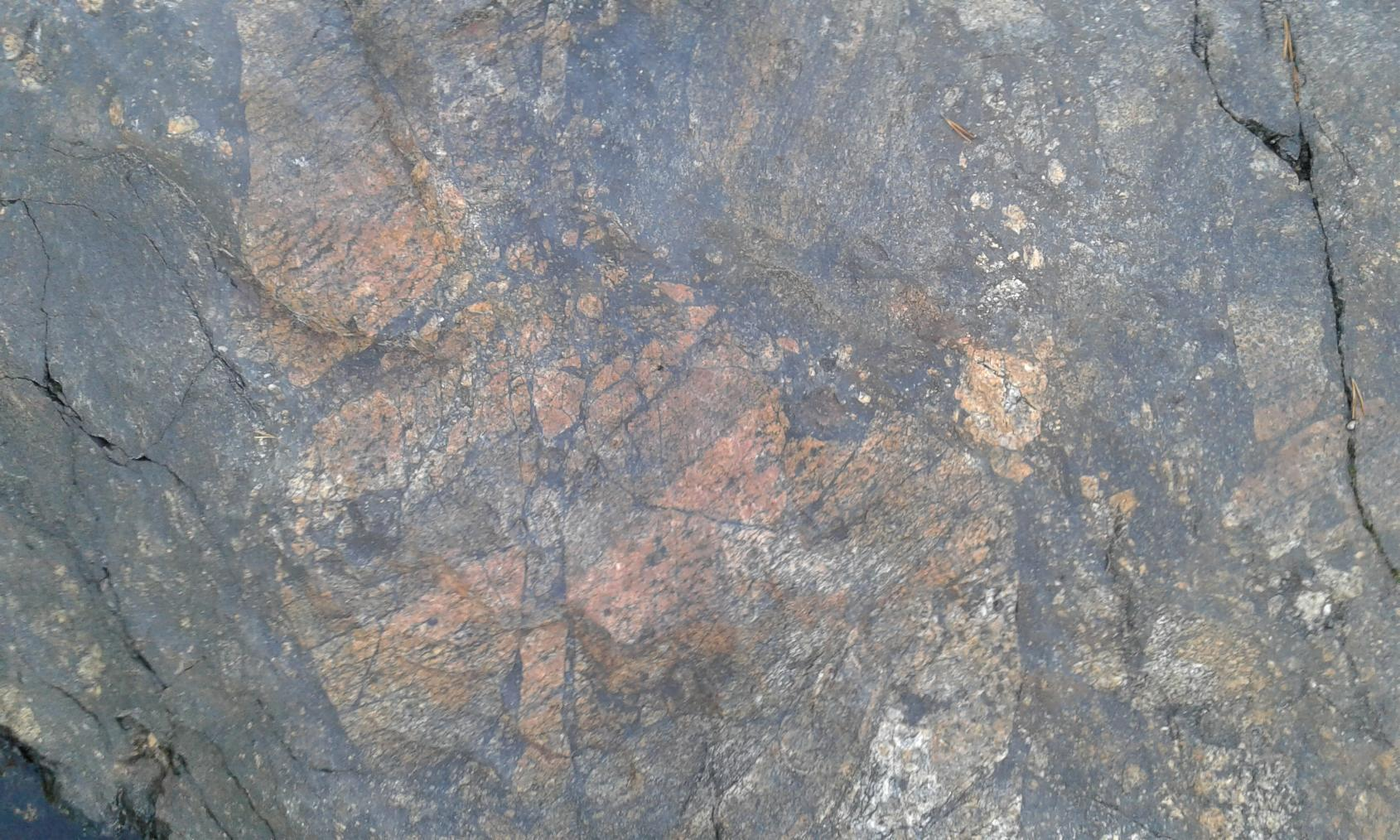
Brekcie
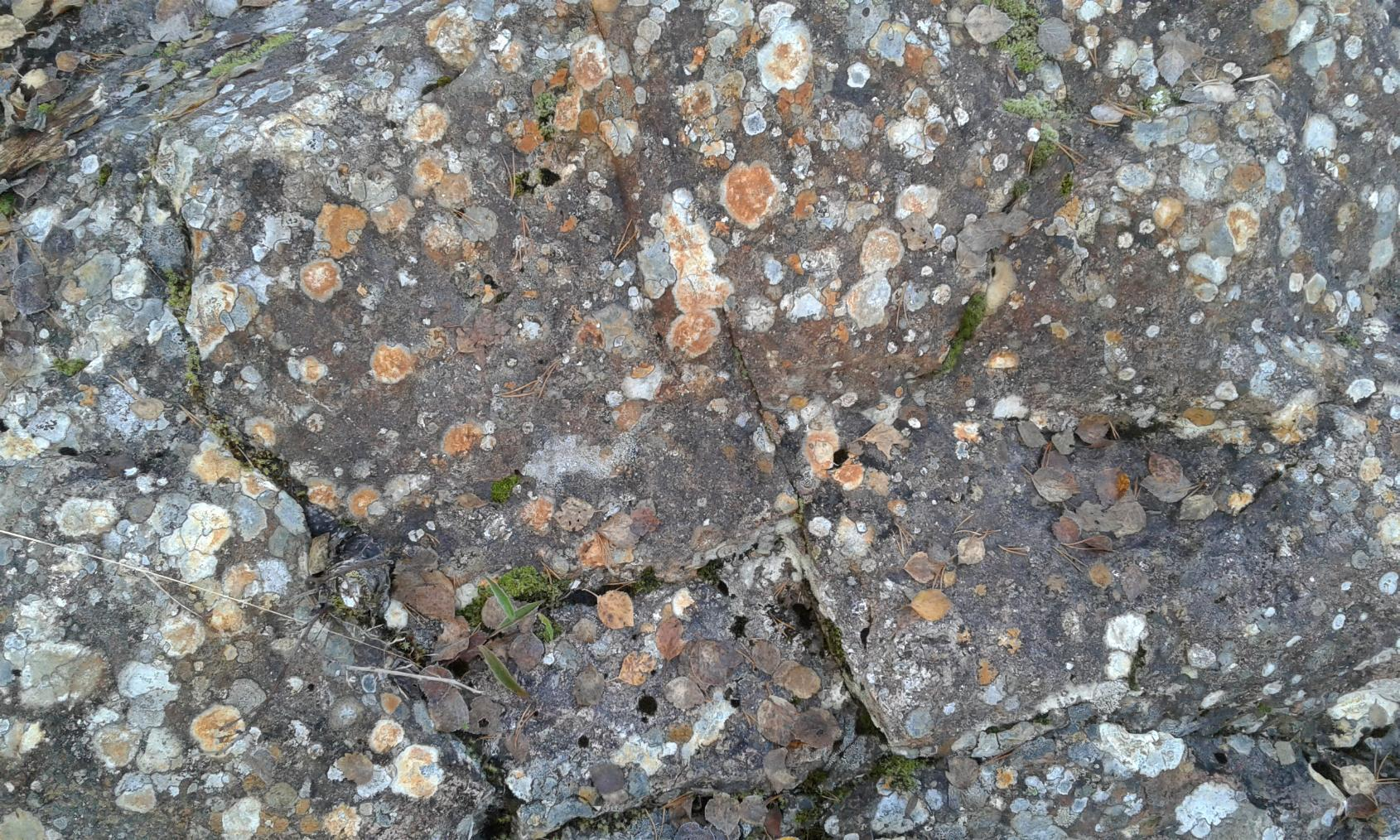
Suevit